# José Ruiz
Jose Ruiz é um jogador da selecção nacional de El Salvador em futebol de praia. Actua como avançado.

## Palmarés
- Vice-campeão do Torneio de Qualificação da CONCACAF para o Campeonato do Mundo de Futebol de Praia FIFA 2008.

## Prémios Individuais
- Melhor Marcador do Torneio de Qualificação da CONCACAF para o Campeonato do Mundo de Futebol de Praia FIFA 2008 (6 golos).